# Дем'янівка (Маріупольський район)
Дем'я́нівка — село (до 2011 року — селище) Мангушської селищної громади Маріупольського району Донецької області.

## Загальні відомості
Розташоване за 139 км від обласного центру. Відстань до центру громади становить близько 13 км і проходить переважно автошляхом E58. Населення 922 особи (2001).
Засноване кількома сім'ями ялтинських греків, які переселилися сюди в 20-х рр. ХХ ст.

## Населення
За даними перепису 2001 року населення села становило 922 особи, із них 64,97 % зазначили рідною мову українську, 34,49 % — російську, 0,22 % — білоруську, молдовську та 0,11 % — німецьку мови.

## Особистості
У селі жили доярка радгоспу ім. Ф. Е. Дзержинського А. М. Легка, нагороджена орденом Леніна, двома орденами Трудового Червоного Прапора, і директор цього радгоспу Б. А. Юрасов — кавалер ордена Жовтневої Революції.